# Het kan hier zo mooi zijn (lied)
"Het kan hier zo mooi zijn" is een nummer van de Nederlandse zanger Guus Meeuwis. Het nummer verscheen op zijn gelijknamige album uit 2013. Op 22 maart van dat jaar werd het uitgebracht als de eerste single van het album.

## Achtergrond
"Het kan hier zo mooi zijn" is geschreven door Meeuwis, Jan Willem Rozenboom en JW Roy en geproduceerd door Meeuwis, Rozenboom en Erik Schurman. Volgens Meeuwis gaat het nummer over het tegengaan van zinloos geweld. In een interview met De Volkskrant vertelde hij hierover: "Ik zag in een korte tijd veel beelden van zinloos geweld voorbijkomen. Niemand neemt blijkbaar meer de moeite om tot tien te tellen voordat hij een stomp verkoopt, iemand verrot scheldt of een middelvinger opsteekt. Maak je iets stuk of maak je het mooier? Ik was het beu. Ik zag die beelden en dacht: dit kan iedereen overkomen, dat je op straat loopt en een lel krijgt zonder aanleiding. Zo gaat uitgaan anno 2013. [...] Ik ben ervan overtuigd dat het leven veel leuker wordt als je een kus geeft als je weggaat, als je een deur openhoudt, als je gaat staan in de bus, als je netjes u zegt en dat de ander dan kan zeggen: zeg maar 'je'. Dat klinkt conservatief, maar ik geloof er echt in. Ik weet dat het heel naïef is te denken dat je daarmee zinloos geweld oplost, maar ik wilde met 'Het kan hier zo mooi zijn' mensen erop wijzen dat het ook anders kan.
"Het kan hier zo mooi zijn" werd op 18 maart 2013 al voor het eerst op de radio gedraaid, maar kwam vier dagen later pas officieel als single uit. De single kwam in de Nederlandse Top 40 niet verder dan plaats 26, maar bereikte in de Single Top 100 de vierde plaats.

## Hitnoteringen

### Nederlandse Top 40
| Hitnotering: 06-04-2013 t/m 20-04-2013 | Hitnotering: 06-04-2013 t/m 20-04-2013 | Hitnotering: 06-04-2013 t/m 20-04-2013 | Hitnotering: 06-04-2013 t/m 20-04-2013 | Hitnotering: 06-04-2013 t/m 20-04-2013 |
| Week                                   | 1                                      | 2                                      | 3                                      |                                        |
| -------------------------------------- | -------------------------------------- | -------------------------------------- | -------------------------------------- | -------------------------------------- |
| Positie                                | 26                                     | 33                                     | 35                                     | uit                                    |

### Nationale Hitparade
| Hitnotering week 1 t/m 4: 30-03-2013 t/m 20-04-2013 Hitnotering week 5 t/m 6: 11-05-2013 t/m 18-05-2013 | Hitnotering week 1 t/m 4: 30-03-2013 t/m 20-04-2013 Hitnotering week 5 t/m 6: 11-05-2013 t/m 18-05-2013 | Hitnotering week 1 t/m 4: 30-03-2013 t/m 20-04-2013 Hitnotering week 5 t/m 6: 11-05-2013 t/m 18-05-2013 | Hitnotering week 1 t/m 4: 30-03-2013 t/m 20-04-2013 Hitnotering week 5 t/m 6: 11-05-2013 t/m 18-05-2013 | Hitnotering week 1 t/m 4: 30-03-2013 t/m 20-04-2013 Hitnotering week 5 t/m 6: 11-05-2013 t/m 18-05-2013 | Hitnotering week 1 t/m 4: 30-03-2013 t/m 20-04-2013 Hitnotering week 5 t/m 6: 11-05-2013 t/m 18-05-2013 | Hitnotering week 1 t/m 4: 30-03-2013 t/m 20-04-2013 Hitnotering week 5 t/m 6: 11-05-2013 t/m 18-05-2013 | Hitnotering week 1 t/m 4: 30-03-2013 t/m 20-04-2013 Hitnotering week 5 t/m 6: 11-05-2013 t/m 18-05-2013 | Hitnotering week 1 t/m 4: 30-03-2013 t/m 20-04-2013 Hitnotering week 5 t/m 6: 11-05-2013 t/m 18-05-2013 |
| Week | 1 | 2 | 3 | 4 | | 5 | 6 | |
| --- | --- | --- | --- | --- | --- | --- | --- | --- |
| Positie                                                                                                 | 4 | 29 | 41 | 74 | uit | 98 | 80 | uit |

### NPO Radio 2 Top 2000
Het kan hier zo mooi zijn stond alleen in 2015 in de NPO Radio 2 Top 2000, op plek 1875.